# Nemzeti Temető (Prága)

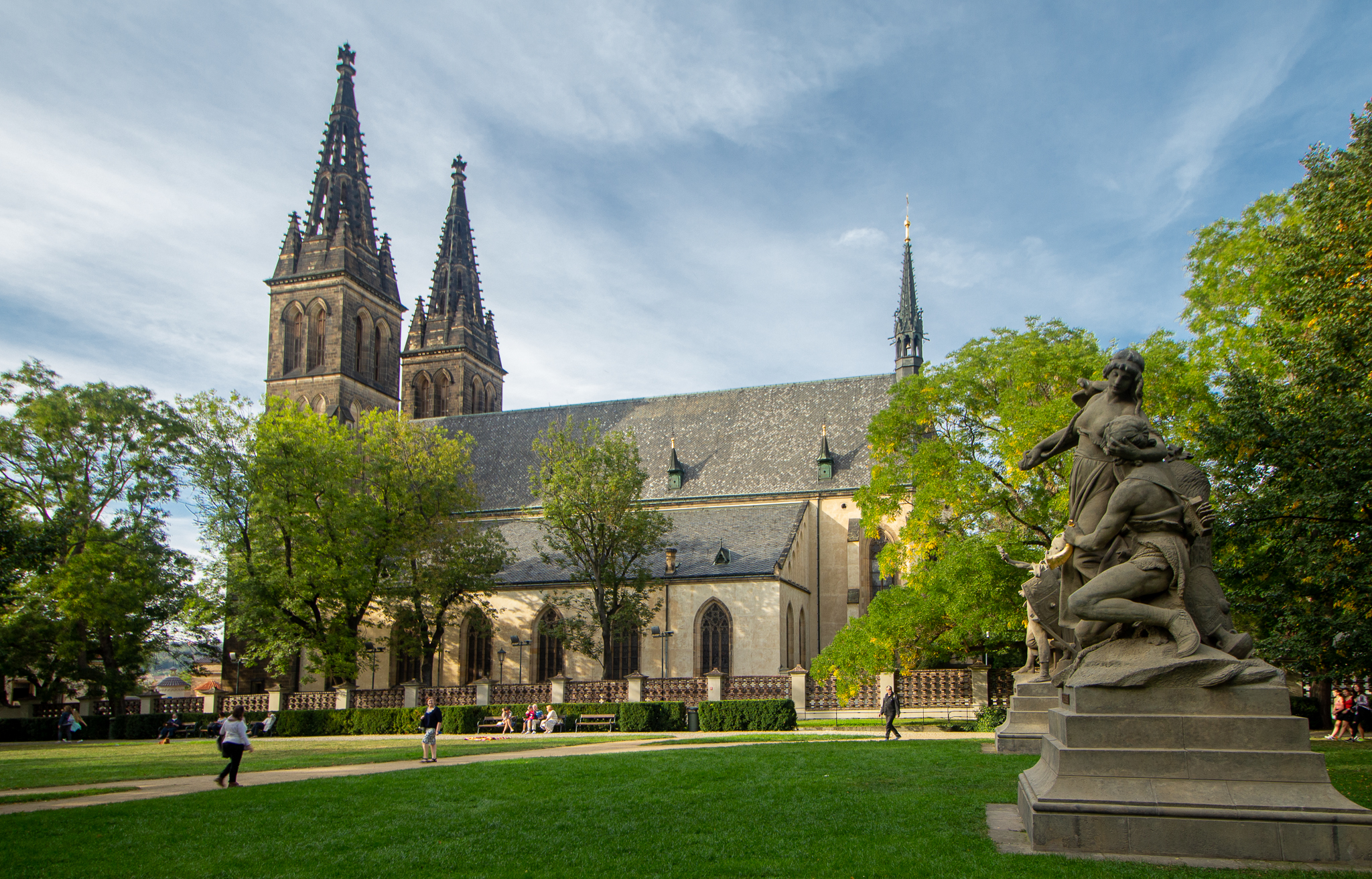
A bazilika és kertje, az előtérben Ctirad és Šárka szobrával

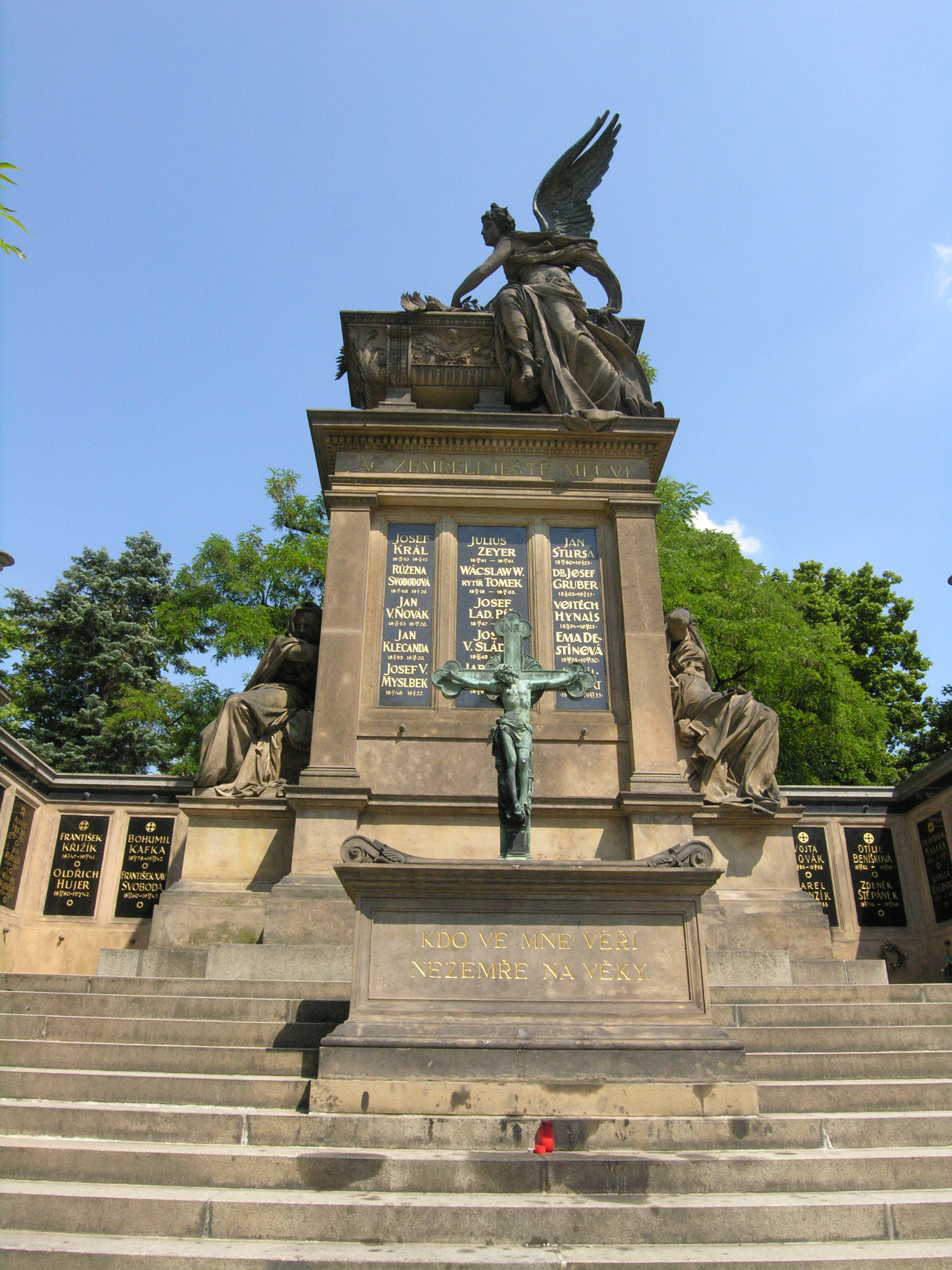
A Slavín, tetején a Haza zsenijének allegorikus alakja

Csehország Nemzeti Temetőjének a Prága Vyšehrad városrészében, a Szent Péter és Pál-bazilika előkertjében kialakított kis, parkosított temetőt tekintik. Itt építették fel a Slavín cseh nemzeti pantheont a nemzet válogatott nagyjainak nyughelyéül.
Magában a temetőben is több híresség, egyebek közt:
- Mikoláš Aleš (1852–1913), festő
- Karel Ančerl (1908–1973), karmester
- Jiří Bělohlávek (1946–2017), karmester
- Josef Bican (1913–2001), labdarúgó
- Beno Blachut (1913–1985), operaénekes
- Vlasta Burian (1891–1962), színész
- Karel Čapek (1890–1938), író
- Zdeněk Chalabala (1899–1962), karmester
- Antonín Chittussi (1847–1891), festő
- Ema Destinová (Ema Destinnová, 1878–1930), operaénekesnő
- Zdeněk Dítě (1920–2001), színész
- Jaroslav Drbohlav (1947–1985), színész
- Antonín Dvořák (1841–1904), zeneszerző
- Ludmila Dvořáková (1923–2015), operaénekesnő
- Zdeněk Fibich (1850–1900), zeneszerző
- Eduard Haken (1910–1996), operaénekes
- Jaroslav Heyrovský (1890–1967), vegyész
- František Hrubín (1910–1971), író
- Bohumil Kafka (1878–1942), szobrász
- Jan Krejčí (1825–1887), geológus és az Osztrák Birodalmi Tanács  tagja
- Jan Kubelík (1880–1940), Geiger és zeneszerző
- Rafael Kubelík (1914–1996), karmester és zeneszerző
- Vilém Kurz (1872–1945), zongorista
- Karel Hynek Mácha (1810–1836), költő
- Hana Mašková (1949–1972), műkorcsolyázó
- Waldemar Matuška (1932–2009), énekes és színész
- Zdeněk Miler (1921–2011), rajzoló
- Alfons Mucha (1860–1939), festő
- Jan Neruda (1834–1891), újságíró és író
- Willi Nowak (1886–1977), festő
- Otakar Ostrčil (1879–1935), zeneszerző
- Karel Purkyně (1834–1868), festő
- Olga Scheinpflugová (1902–1968), színésznő
- Václav Smetáček (1906–1986), karmester és zeneszerző
- Bedřich Smetana (1824–1884), zeneszerző
- Ladislav Šaloun (1870–1946), szobrász
- Pavel Štěpán (1925–1998), zongorista
- Ilona Štěpánová-Kurzová (1899–1975), zongorista
- Josef Suk (1929–2011), hegedűs
- Josef Václav Myslbek (1848–1922), szobrász
- Zdeněk Nejedlý (1878–1962), politikus
- Božena Němcová (1820–1862), íróin
- Josef Suk (1874–1935), zeneszerző
- Max Švabinský (1873–1962), festő
- Valter Taub (1907–1982), színész
- Bedřich Antonín Wiedermann (1883–1951), zeneszerző
- Jose Sládek író és költő,
- Jaroslav Vrchlický költő,
- Růžena Svobodová írónő,
- Josef Myslbek szobrászművész,
- Vojtěch Hynais festőművész,
- Emilia Destin operaénekesnő,
- Alfons Mucha festőművész,
- Jan Kubelik hegedűművész,
- Jan Herman zongoraművész,
- Ladislav Saloun szobrász,
- Jan Kocián hegedűművész,
- Marie Pulmanová írónő

maradványai foglalnak helyet.
A parkot díszítő romantikus szobrokban a cseh mondavilág számos jelentős alakját ismerhetjük fel.